# سباق لو تور دو فرانس 2018
سباق لو تور دو فرانس 2018 (بالفرنسية: La course by Le Tour de France 2018)‏ هو سباق دراجات هوائية، وهو الموسم الخامس من سباق لو تور دو فرانس، وأقيم في 17 يوليو 2018 ضمن سباقات طواف العالم للدراجات للسيدات 2018، وشارك فيه 112 متسابقاً ووصل إلى نهايته 62 متسابقاً.
فاز بالمركز الأول أنيميك فان فليوتن، وبالمركز الثاني أنا فان دير بريغين، وبالمركز الثالث آشلي مولمان.

## الفرق
| فرق سيدات محترفة (20)- يو أي أيه تيم ‏ - أيه آر مونكس برو سيكلينج للسيدات ‏ - بيبينك 2018 ‏ - بويلز دولمانز 2018 ‏ - BTC City Ljubljana ‏ - كانيون إس آر إيه إم راسينغ 2018 ‏ - Équipe Paule Ka ‏ - Cylance Pro Cycling (women's team) ‏ - FDJ–Suez ‏ - لوتو سودال للسيدات 2018 ‏ - Liv AlUla Jayco ‏ - موفيستار للسيدات ‏ - موسم فريق سنويب للسيدات 2018 ‏ - EF Education–Tibco–SVB ‏ - ترك-دروبز 2018 ‏ - UnitedHealthcare Pro Cycling (women's team) ‏ - فالكار-بي بي إم 2018 ‏ - Team Virtu Cycling Women ‏ - ليف ريسينغ ‏ - Wiggle High5 Pro Cycling ‏ |  |
| |  |

## التصنيف العام النهائي
| التصنيف العام         | التصنيف العام        | التصنيف العام    | التصنيف العام                                | التصنيف العام |
| العداء                | العداء               | البلد            | الفريق                                       | الوقت         |
| --------------------- | -------------------- | ---------------- | -------------------------------------------- | ------------- |
| 1                     | أنيميك فان فليوتن    | هولندا           | Liv AlUla Jayco ‏                             | 3 س 20 د 43 ث |
| 2                     | أنا فان دير بريغين   | هولندا           | إس دي وركس ‏                                  | + 1 ث         |
| 3                     | آشلي مولمان          | جنوب أفريقيا     | Équipe Paule Ka ‏                             | + 1 د 22 ث    |
| 4                     | سيسيلي أوتوب لودفيغ  | الدنمارك         | Équipe Paule Ka ‏                             | + 1 د 58 ث    |
| 5                     | ميغان غوارنير        | الولايات المتحدة | إس دي وركس ‏                                  | + 2 د 19 ث    |
| 6                     | Katarzyna Niewiadoma | بولندا           | كانيون–إس آر إيه إم ‏                         | + 2 د 19 ث    |
| 7                     | كاتي هال             | الولايات المتحدة | UnitedHealthcare Pro Cycling (women's team) ‏ | + 2 د 22 ث    |
| 8                     | أماندا سبرات         | أستراليا         | Liv AlUla Jayco ‏                             | + 2 د 22 ث    |
| 9                     | أني سانستيبان        | إسبانيا          | يو أي أيه تيم ‏                               | + 2 د 24 ث    |
| 10                    | إيريكا ماجندي        | إيطاليا          | بيبينك ‏                                      | + 2 د 24 ث    |
| مصدر: ProCyclingStats |                      |                  |                                              |               |

### تصنيف النقاط
| تصنيف النقاط          | تصنيف النقاط         | تصنيف النقاط     | تصنيف النقاط         | تصنيف النقاط |
| العداء                | العداء               | البلد            | الفريق               | النقاط       |
| --------------------- | -------------------- | ---------------- | -------------------- | ------------ |
| 1                     | أنا فان دير بريغين   | هولندا           | إس دي وركس ‏          | 1127 نقطة    |
| 2                     | أنيميك فان فليوتن    | هولندا           | Liv AlUla Jayco ‏     | 1077 نقطة    |
| 3                     | أماندا سبرات         | أستراليا         | Liv AlUla Jayco ‏     | 1008 نقطة    |
| 4                     | آشلي مولمان          | جنوب أفريقيا     | Équipe Paule Ka ‏     | 914 نقطة     |
| 5                     | Katarzyna Niewiadoma | بولندا           | كانيون–إس آر إيه إم ‏ | 731 نقطة     |
| 6                     | ايمي بيترز           | هولندا           | إس دي وركس ‏          | 609 نقطة     |
| 7                     | ماريان فوس           | هولندا           | ليف ريسينغ ‏          | 580 نقطة     |
| 8                     | جولين ديهور          | بلجيكا           | Liv AlUla Jayco ‏     | 575 نقطة     |
| 9                     | Chantal Blaak        | هولندا           | إس دي وركس ‏          | 543 نقطة     |
| 10                    | ميغان غوارنير        | الولايات المتحدة | إس دي وركس ‏          | 497 نقطة     |
| مصدر: ProCyclingStats |                      |                  |                      |              |

## تصنيف الفرق

### الفرق حسب النقاط
| ترتيب الفرق حسب النقاط | ترتيب الفرق حسب النقاط           | ترتيب الفرق حسب النقاط | ترتيب الفرق حسب النقاط |
| الفريق                 | الفريق                           | البلد                  | النقاط                 |
| ---------------------- | -------------------------------- | ---------------------- | ---------------------- |
| 1                      | بويلز دولمانز 2018 ‏              | هولندا                 | 3205 نقطة              |
| 2                      | Mitchelton-Scott ‏                | أستراليا               | 3019 نقطة              |
| 3                      | كانيون إس آر إيه إم راسينغ 2018 ‏ | ألمانيا                | 1682 نقطة              |
| 4                      | موسم فريق سنويب للسيدات 2018 ‏    | هولندا                 | 1503 نقطة              |
| 5                      | Cervélo Bigla ‏                   | الدنمارك               | 1443 نقطة              |
| 6                      | WaowDeals ‏                       | هولندا                 | 1334 نقطة              |
| 7                      | Alé Cipollini ‏                   | إيطاليا                | 1209 نقطة              |
| 8                      | Wiggle High5 ‏                    | المملكة المتحدة        | 1063 نقطة              |
| 9                      | Astana Women's ‏                  | كازاخستان              | 572 نقطة               |
| 10                     | Cylance ‏                         | الولايات المتحدة       | 502 نقطة               |
| مصدر: ProCyclingStats  |                                  |                        |                        |

## تصانيف فرعية

### تصنيف أفضل شاب
| تصنيف أفضل شاب        | تصنيف أفضل شاب   | تصنيف أفضل شاب | تصنيف أفضل شاب                    | تصنيف أفضل شاب |
| العداء                | العداء           | البلد          | الفريق                            | الوقت          |
| --------------------- | ---------------- | -------------- | --------------------------------- | -------------- |
| 1                     | صوفيا بيرتيزولو  | إيطاليا        | أيه آر مونكس برو سيكلينج للسيدات ‏ |                |
| 2                     | ليان ليبرت       | ألمانيا        | فريق سنويب للسيدات ‏               |                |
| 3                     | Jeanne Korevaar ‏ | هولندا         | ليف ريسينغ ‏                       |                |
| مصدر: ProCyclingStats |                  |                |                                   |                |

## وصلات خارجية
- الموقع الرسمي
- لمحة عن سباق سباق لو تور دو فرانس 2018 على موقع  ProCyclingStats   (برو  سايكلنج  ستاتس) - إحصاءات  محترفي  الدراجات.
- سباق لو تور دو فرانس 2018 على موقع إحصائيات الدراجات الإحترافية (الإنجليزية)